# Mayumi Shintani
Mayumi Shintani (新谷 真弓 Shintani Mayumi?,  Prefectura de Hiroshima, Japón, 6 de noviembre de 1975) es una actriz y seiyū japonesa, afiliada a Nylon100. Algunos de sus participaciones importantes son Tsubasa Shibahime en Kare Kano,  Haruko Haruhara en FLCL, Lolo en Brigadoon: Marin & Melan, Cindy Klein en Earth Girl Arjuna, Nonon Jakuzure en Kill la Kill, Midori en Uchū Patrol Luluco y Wendy en Kuroshitsuji. En 2004,  participó en Cutey Honey: La Película.

## Filmografía

### Anime
| Año  | Título                   | Papel             | Notas |  |
| ---- | ------------------------ | ----------------- | ----- |  |
| 1998 | Kare Kano                | Tsubasa Shibahime | Debut |  |
| 1999 | Dai-Guard                | Domeki Rika       |       |  |
| 2000 | FLCL                     | Haruko Haruhara   |       |  |
| 2000 | Medarot Damashii         | Honey             |       |  |
| 2000 | Brigadoon: Marin & Melan | Lolo              |       |  |
| 2001 | Earth Girl Arjuna        | Cindy Klein       |       |  |
| 2002 | Petite Princess Yucie    | The scales        |       |  |
| 2003 | Guardian Hearts          | Daisy             | OVA   |  |
| 2013 | Kill la Kill             | Nonon Jakuzure    | [ 2 ] |  |
| 2014 | Kuroshitsuji             | Wendy             | [ 3 ] |  |
| 2015 | Durarara!!               | Anciana           |       |  |
| 2015 | Go! Princess PreCure     | Shamour-san       |       |  |
| 2016 | Uchū Patrol Luluco       | Midori            |       |  |
| 2016 | Natsume Yūjin-Chō        | Hidaka            |       |  |

### Películas
| Año  | Título                    | Papel      | Notas |
| ---- | ------------------------- | ---------- | ----- |
| 2016 | Kono Sekai no katasumi ni | San Houjou | [ 4 ] |
| 2019 | Promare                   | Lucia Fex  |       |

### Videojuegos
| Año  | Título                    | Papel           | Notas        | Fuente |
| ---- | ------------------------- | --------------- | ------------ | ------ |
| 2001 | Jade Cocoon 2             | Nico            | PS2          |        |
| 2002 | The King of Fighters 2002 | Angel           |              |        |
| 2006 | Blood+: One Night Kiss    | Fukuoka Tsubasa | PS2          |        |
| 2018 | Onmyoji                   | Kyuumei Neko    | android game |        |
| 2018 | onmyoji                   | futakuchi       | android game |        |

### Acción real
| Año  | Título                     | Papel        | Notas | Fuente |
| ---- | -------------------------- | ------------ | ----- | ------ |
| 2004 | Cutey Honey: La Película   | Scarlet Claw |       |        |
| 2006 | Nihon Igai Zenbu Chinbotsu | Cameo        | [ 5 ] |        |